# لنه مارلین
لنه مارلین (به نروژی: Lene Marlin) (زاده ۱۷ اوت ۱۹۸۰) یک موسیقی‌دان نروژی است. او با نام اصلی لنه مارلین پدرسن (به نروژی: Lene Marlin Pedersen) در ترومسوی نروژ به دنیا آمد.

## زندگی‌نامه

### ۱۹۹۸–۲۰۰۲: بازی کردن بازیم
مارلین اولین آهنگ نروژی خود به زبان انگلیسی را در ۱۲ اکتبر ۱۹۹۸ به نام «گناهکار نابخشودنی» ارائه داد. او با این آهنگ برای مدت ۸ هفته در رده اول بود و استعداد خود را نشان داد. این آهنگ همچنین سریع-فروش‌ترین آهنگ نروژی در تاریخ نروژ بود که همچنین برای موسیقی متن فیلم نروژی «اسکاپا» نیز مورد استفاده قرار گرفت. بعد از این آهنگ، او اولین آلبوم خود را با نام «Playing my Game» عرضه کرد. او جایزه ام تی وی اروپا را در سال ۱۹۹۹ برای این آلبوم برنده شد. تک‌آهنگ او با نام «"جایی که می‌روم"» که در فیلم فرانسوی استفاده شده بود توانست در صدر جداول فرانسه و ایتالیا قرار بگیرد. آهنگ «اینجا نشسته‌ام» در بریتانیا در سال ۲۰۰۰ رتبه پنجم را از آن خود کرد.

### ۲۰۰۳–۲۰۰۴: روز دیگری
دومین آلبوم لنه مارلین در ۲۲ سپتمبر ۲۰۰۳ عرضه شد. همراه با دو تک‌آهنگ «"تو آنجا نبودی"» و «"روز دیگری"». آهنگ «"تو آنجا نبودی"» توانست در بیست بهترین نروژ رتبه اول را کسب کند و برای مدت ۱۱ هفته در همان رتبه باقی بماند. همچنین در ۵۰ بهترین ایتالیا نیز رتبه اول را گرفت و برای ۲۴ هفته در همان رتبه باقی‌ماند. البته در دیگر کشورها به این اندازه موفق نبود، در بریتانیا حتی به ۴۰ بهترین هم نرسید و رتبه ۵۹ را گرفت. آهنگ «"روز دیگری"» فقط در ایتالیا و نروژ عرضه شد و رتبه ۱۷ را در ایتالیا از ان خود کرد. او همچنین بعدها آهنگی به نام «"متاسفم"» را ارائه کرد که فقط در ایتالیا عرضه شد.

### ۲۰۰۵–۲۰۰۷: گم‌شده در یک آن
در جون ۲۰۰۵، لنه سومین آلبوم خود را عرضه کرد. اولین آهنگ از آن آلبوم با نام «"چطور این می‌تواند باشد"» در می ۲۰۰۵ عرضه شده بود که توانسته بود در ۲۰ بهترین ایتالیا و نروژ راه پیدا کند. این آهنگ همچنین توانست برای مدتی در ۱۰۰ بهترین جرمنی نیز حضور پیدا کند.
با وجود اینکه لنه مارلین در دیگر کشور شهرت چندانی در آن زمان نداشت، او سفری به تایوان و چین برای تبلیغ نسخه‌ای از آلبوم «"گم‌شده در یک آن"» به زبان تایوانی ترتیب داد. این اثر شامل یک تراک اضافی به نام «"هنوز اینجا"» و کاور آهنگ با حضور خواننده مشهور چینی فی وانگ بود. رفتن او واقعاً موفق‌آمیز بود. تمامی کنسرت توسط ام‌تی‌وی تایوان تحت پوشش قرار گرفت، تلویزیونهای مختلفی وارد صحنه شدند و همچنین یک کنسرت زنده خیابانی. تمامی اینها باعث موفقیت چشمگیری شد، تا جایی که کمپانی رکورد او ای‌ام‌آی بیان کرد که این آلبوم پرفروشترین آلبوم سال آن‌ها بوده‌است.
در سال ۲۰۰۶، او در آهنگ «"اِوالان"» avalon به همراه گروه سوئدی لاوباگز به اجرا پرداخت. این آهنگ توانست در ۱۰ بهترین سوئد راه پیدا کند.
لنه همچنین آهنگی برای ریانا با نام «"دختران خوب بد می‌شوند"» نوشته است.

### ۲۰۰۸-اکنون: حقیقت را بپیچان
در ژوئیه ۲۰۰۸، چندین شبکه نروژی اعلام کردند که لنه در سر آلبوم چهارم خود کار می‌کند. در ۱۷ فبروری، آهنگ «"ما هستیم"» عرضه شد که مربوط به همان آلبوم می‌شد. چهارمین آلبوم او در ۳۰ مارس ۲۰۰۹ با نام «Twist the Truth» عرضه شد.
در اواخر ۲۰۰۹، مارلین در آهنگی به نام «"ارزشش را دارد"» به همراه الکساندر دنستاد ویت ظاهر شد که آهنگ رتبه سوم را از آن خود کرد.
در ماه مارس ۲۰۱۰ او در فیس بوک و مای اسپیس اعلام کرد که بیشتر وقتش را تاکنون در نوشتن آهنگ‌های جدید می‌گذراند و به تازگی نوشتن آهنگ «"مدتی زمانی شده"» را تمام کرده‌است.

## دیسکوگرافی
آلبوم‌های استودیویی:
- ۱۹۹۹ - بازی کردن بازیم - Playing My Game (1999), EMI
- ۲۰۰۳ - روز دیگری - Another Day (2003), EMI
- ۲۰۰۵ - گم‌شده در یک آن - Lost in a Moment (2005), EMI
- ۲۰۰۹ - پیچاندن حقیقت - Twist the Truth (2009), EMI

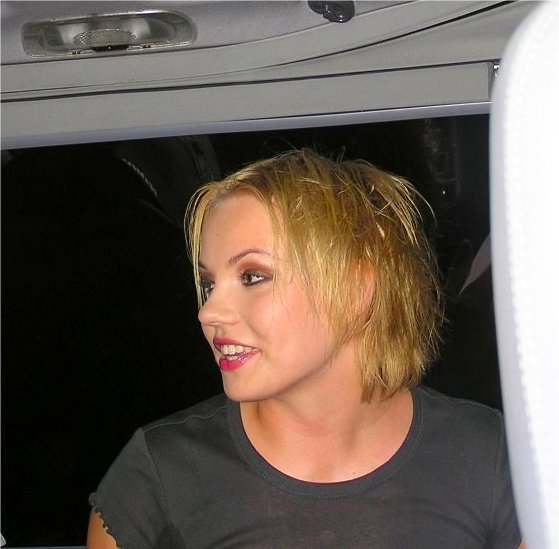
لنه مارلین 2005

## جوایز
مارلین تاکنون چهار جایزه برنده شد؛ بهترین خواننده تنهای پاپ (آهنگ Sitting Down Here)، بهترین تازه‌وارد سال برای جایزه گرمی در نروژ در سال ۱۹۹۹، همچنین جایزه‌ام تی وی برای بهترین خواننده بخش اروپای شمالی که در سال ۱۹۹۹ در دوبلین، ایرلند برگزار شد.

## برابرهای انگلیسی
1. ↑  Unforgivable Sinner
2. ↑  Where I'm Headed
3. ↑  Mauvaises fréquentations
4. ↑  Sitting Down Here
5. ↑  You Weren't There
6. ↑  Another Day
7. ↑  Sorry
8. ↑  How Would It Be
9. ↑  Still Here
10. ↑  Good Girl Gone Bad
11. ↑  Here We Are
12. ↑  Worth It
13. ↑  It's About Time